# Franz Rost (Mineraloge)

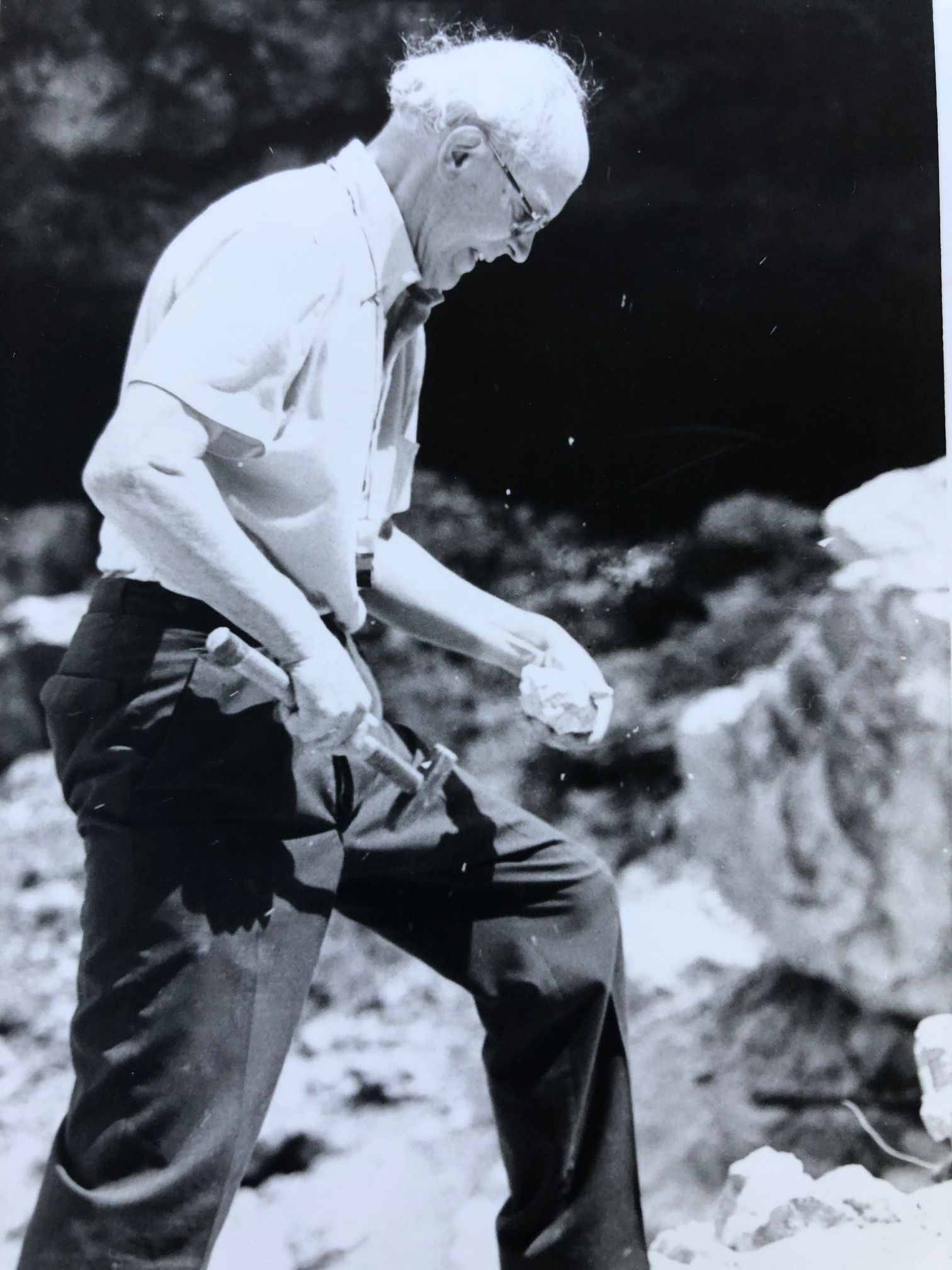
Franz Rost (1976)

Franz Rost (* 10. Juli 1911 in München; † 30. April 1988 in Saarbrücken) war ein deutscher Mineraloge und Hochschullehrer.

## Leben
Nach dem Abitur am humanistischen Wilhelmsgymnasium München studierte er zunächst Allgemeine Naturwissenschaften, an der Universität München, um Lehrer zu werden. Ein Gastsemester verbrachte er 1934 in Innsbruck im Themenbereich Alpengeologie. Er schloss sein Lehramts-Studium nach dem Referendariat im Jahr 1936 mit dem Staatsexamen in den Fächern Chemie, Biologie und Geographie ab. Parallel zu seiner anschließenden Arbeit als Studienassessor forschte er dann als Volontärassistent am Mineralogisch-Geologischen Institut der Technischen Hochschule München zu geochemischen Themen und promovierte dort 1937 mit einer Dissertation über den spektroskopischen Nachweis von Gold in Seifenproben. Ab 1939 wechselte er ganz an die Hochschule als wissenschaftlicher Assistent. Dann machte der Zweite Weltkrieg seiner wissenschaftlichen Tätigkeit zunächst ein Ende.
Ab dem Jahr 1948 nahm er seine Forschungen wieder an der Technischen Universität München als Assistent auf und habilitierte bereits 1949 dort mit einer grundlegenden Arbeit über das Serpentinitgabbromassiv von Wurlitz (Münchberger Gneismasse). Ab dieser Zeit blieben die Petrographie und insbesondere die der Ultramafitite und ihre Minerale zentrale Themen seiner Forschungen.
Im Jahr 1956 erhielt er einen Ruf als Professor an die Universität des Saarlandes in Saarbrücken. Bis zu seiner Emeritierung 1979 leitete er dort das Institut für Mineralogie.

## Leistungen
Als Gründungsdirektor des neuen Instituts für Mineralogie in Saarbrücken entwickelte er für dieses eine zu jener Zeit einzigartige Bandbreite unter Einbeziehung und Aufbau der Fachrichtungen „Kristallographie“, „Angewandter und Experimenteller Mineralogie“ und „Technischer Mineralogie“. Damit war er Wegbereiter für eine künftige Wahrnehmung dieser Disziplin als Querschnittskompetenz für die Bereiche industrieller Anwendungen und interdisziplinärer Forschungsverbünde.
Unter seiner Leitung entstand eine mineralogische und geologische Lehrsammlung von überregionalem Wert, welche auch weiterhin der Forschung zur Verfügung steht.
Neben seiner wissenschaftlichen Tätigkeit war Rost in vielen Gremien und Organisationen aktiv. In der Deutschen Mineralogischen Gesellschaft war er von 1955 bis 1965 Schriftführer. Von 1963 bis 1974 war er Fach- und Hauptgutachter der Deutschen Forschungsgemeinschaft für das Fach Petrographie. Er gehörte dem deutschen Landesausschuss für Geodynamik während der gesamten Laufzeit dieses Projektes von 1974 bis 1980 an. Berufen vom Kultusminister wirkte er als Vertreter der Geowissenschaften im Beirat des Instituts für Landeskunde mit.

## Fachliteratur
- Publikationsliste im European Journal of Mineralogy, 1989, 1, S. 601ff[4]